# لب روش

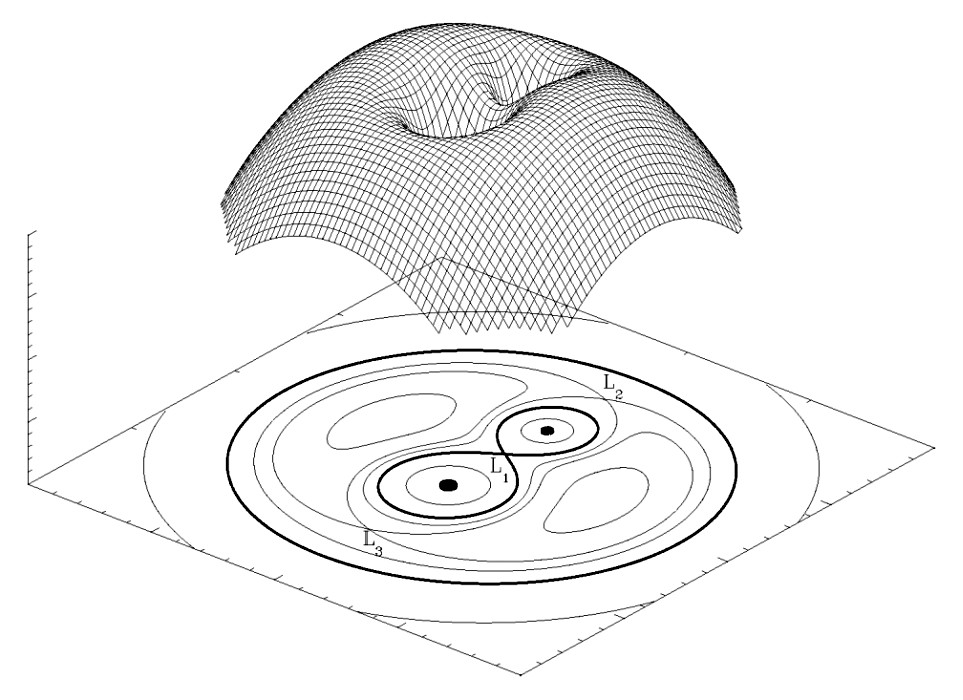
یک نمایش سه‌بعدی از پتانسیل روش در یک مجموعه ستاره دوتایی با نسبت جرم ۲، در دور قاب. محیط قطره مانند در پایین تصویر لب روش هر ستاره نام دارد. L1, L2 و L3 منطق کم عمق هستند طوری که نیرو از بیرون آمدنشان جلوگیری می‌کند. جرم می‌تواند به طور مستقیم جریان داشته باشد از ستاره همدم اول به سمت L1، اگر لب روش آن پر شده باشد. منبع.

لب روش(به انگلیسی: Roche lobe) منطقه‌ای بین دو ستاره در یک سامانه دوتایی است که مواد به دلیل گرانش در آن می‌چرخند. اگر لب روش ستاره بزرگتر از گذشته شود، سپس مواد خارج از لب روش در آن سقوط خواهند کرد. این تقریبا باعث می‌شود مواد هم از یکدیگر جدا شوند، با اوج این نیرو مناطق به سمت ستارگان دیگر است (به این نقطه نقطه لاگرانژ می‌گویند که در تصویر با L1 مشخص شده‌است). این با حد روش متمایز است زیرا در حد روش به سمت اجسام نزدیک نمی‌شوند و فقط از هم به دلیل نیروی کشندی جدا می‌شوند. و با کره روش هم متفاوت است که یک منطقه گرانشی است که در کنار اجسام آسمانی قرار دارد که در مدار دیگر اجسام اختلال ایجاد می‌کند. حد روش کره روش و لب روش به نام نجوم‌دان فرانسوی ادوارد روش نام‌گذاری شده‌است.